# Himmelske Moder
I visse religioner og bevægelser findes betegnelsen den himmelske moder (også moderen i himlen, himmelmoderen eller Gud Moder). Hun er enten en gud ud af mange, et modstykke til Gud Faderen, den guddommeliggjorte Jomfru Maria eller Gud Faders kone eller en af hans koner. Det er forskelligt hvilken betydning den himmelske moder antager i de forskellige religioner. I nogle tilfælde bl.a. visse feministiske kristne er Gud en kvinde og ikke en mand, som er den mere almindelige opfattelse. 

## Det gamle Ægypten
I ægyptisk mytologi bliver himmelgudinden Nut nogle gange kaldet “Mor”, fordi hun fødte stjerner og solguden Ra.

## Kristendom

### Den ortodokse og katolske kirke
Ortodokse kristne og katolikker tror på, at Jomfru Maria blev henrykket til himlen, da hun blev gravid ved helligåndens kraft, dette kan tolkes som en himmelsk moder. Men generelt set bliver hun blot nævnt som ”Vores Moder”, hvilket i sig selv kan skabe associationen til Gud Fader som kan kaldes ”Vores Fader”. Men hun bliver ikke betragtet som værende en gud. 

### Collyridianisme
Collyridianism var en kættersk kristen sekt med en feministisk teologi. Collyridianere tilbad Jomfru Maria som deres himmelske moder og som gudinde.
Den katolske kirke fordømte collyridianerne, da de mener Jomfru Maria skal æres, men ikke tilbedes ligesom Gud.
Gudstjenesten hos collyridianerne mindede om den katolske messe bortset fra, at nadveren ikke blev set som Kristus, eller som et offer til Gud, men som et offer til Jomfru Maria. Epiphanius af Salamis skrev et værk om collyridianisme kaldet Panarion.

### Moon-bevægelsen
I Moon-bevægelsen kaldes Gud af og til den “Himmelske Moder”, i de tilfælde hvor man lægger vægt på Guds feminine sider, de mener altså i dette tilfælde ikke personifikationen af Gud, men en feminin side af Gud. I Moon-bevægelsen er Gud hverken en mand eller en kvinde men en sammensætning af begge. Når de beder bruger de dog næsten udelukkende hankønsord om Gud (fx Fader eller Himmelske Fader).

## Hinduisme
I hinduisme er tilbedelse af en  modergudinde blevet påvist i den tidlige vediske religion (1.500 – 500 f.Kr.) og muligvis endnu tidligere. I nogle hinduistiske traditioner er der en guddommelig kvindelig kraft Mahimata, som betyder Moder Jord. I vedisk litteratur bliver hun kaldt både Viraj, den universale moder, Aditi gudernes moder, Ambhrini den der er født af havet eller Durga, Shivas hustru. Alle også nutidige hinduistiske kvindelige guddomme udgør den samme kvindelige Guddoms mange ansigter.

## Mormonisme
I mormonismen, især i Mormonkirken, tror mange på en himmelsk moder som Guds lovformelige hustru. Teologien varierer dog alt afhængig af hvilket trossamfund, der er tale om. Den eneste klare proklamation er, at hun eksisterer. 
Nogle af de mindre mormonske trossamfund forkaster troen på hende, mens andre ikke ser hende som en del af deres officielle lære, mens andre blot anerkender hende.

### Mormonkirken
I mormonkirken (Jesu Kristi Kirke af Sidste Dages Hellige) tror man på, at alle mennesker er født åndeligt af en himmelsk gudinde, som er gift med Gud Fader i det førjordiske liv. I senere tid tales der kun om en himmelsk moder i ental, men i tidligere udgivelser fra kirken var det almindeligt, at man antog eller troede, at Gud Fader havde flere koner, og at det var forskelligt, hvilken gudinde der var ens moder. I den moderne mormonkirke siger man kun, at alle har en himmelsk moder, men det udelukker ikke flere himmelske mødre, hvilket da ville stride imod tidligere udtalelser fra tidligere mormonprofeter, især Brigham Young. Der er eksempler på mormoner, som beder til deres himmelske moder, dette tillades så længe det ikke gøres offentligt. Grunden til at den himmelske moder ikke nævnes særlig ofte i mormonkirken og der ikke bedes offentligt til hende, er at Gud af respekt for hende, ikke har nævnt hende til andre end mormonerne, for at hun ikke skulle hånes på samme måde, som Gud bliver hånet af de vantro.